# عبد القادر بن خميس
عبد القادر بن خميس  (10 ديسمبر 1942 - 15 أوت 2016 ) من مواليد الكاف. وهو سياسي تونسي وعضو المجلس الوطني التأسيسي عن دائرة الكاف. انتخب على رأس قائمة التكتل الديمقراطي من أجل العمل والحريات ثم التحق بحزب التحالف الديمقراطي قبل ان ينضم للمسار الديمقراطي الاجتماعي.